# Thái Nguyên (stad)
Thái Nguyên is een stad in Vietnam en is de hoofdplaats van de provincie Thái Nguyên. Thái Nguyên telt naar schatting 330,000 inwoners.